# Zoltan Sabo
Zoltan Sabo (serbisch-kyrillisch Золтан Сабо, ungarisch Zoltán Szabó; * 26. Mai 1972 in Sombor; † 15. Dezember 2020 in Sremska Kamenica) war ein serbischer Fußballspieler und -trainer.

## Karriere
Sabo begann seine Karriere 1990 bei FK Hajduk Kula. 1991 wechselte er zum Erstligisten FK Vojvodina. Für Vojvodina bestritt er 114 Erstligaspiele und schoss dabei zwei Tore. 1996 wechselte er zu FK Partizan Belgrad. Mit Partizan wurde er 1996/97 und 1998/99 jugoslawischer Meister. 1998 gewann er mit dem Verein den Kup Jugoslavije. 2000 wechselte er zum südkoreanischen Suwon Samsung Bluewings. 2001 und 2002 gewann er mit dem Verein den AFC Champions League. Von 2002 bis 2003 war er außerdem noch beim japanischen Avispa Fukuoka und ungarischen Zalaegerszegi TE FC unter Vertrag. 2003 wechselte er zum zyprischen AEK Larnaka. 2004 gewann er mit dem Verein den Zyprischen Fußballpokal. 2004 kehrte er nach Serbien zurück und unterschrieb einen Vertrag bei FK Mladost Apatin. 2005 wechselte er zu FK Cement Beočin. 2008 beendete er seine Karriere als Fußballspieler.
2009 wurde Sabo bei FK Radnički Sombor als Trainer eingestellt. 2011 wechselte er zu FK Hajduk Kula. Von 2016 bis 2017 war er bei FK Proleter Novi Sad und FK Jagodina unter Vertrag. 2018 wechselte er zu FK TSC. 2019 feierte er mit dem Verein die Zweitligameisterschaft und den Aufstieg in die erste Liga. 
Am 15. Dezember 2020 verstarb Sabo in Sremska Kamenica.

## Erfolge
FK Partizan Belgrad
- Jugoslawischer Meister: 1996/97, 1998/99
- Jugoslawischer Pokalsieger: 1997/98

Suwon Samsung Bluewings
- AFC Champions League: 2000/01, 2001/02

AEK Larnaka
- Zyprischer Pokalsieger: 2003/04